# Yamna Belkacem
Pour les articles homonymes, voir Belkacem.
Yamna Oubouhou divorcée Belkacem (née le 20 février 1974 à Hagou au Maroc) est une athlète française spécialiste des courses de fond.

## Palmarès

### International
| Date | Compétition                    | Lieu      | Place | Épreuve                 |
| ---- | ------------------------------ | --------- | ----- | ----------------------- |
| 1996 | Championnats d'Europe de cross | Charleroi | 1re   | Cross par équipes       |
| 1997 | Championnats d'Europe de cross | Oeiras    | 1re   | Cross par équipes       |
| 1998 | Championnats d'Europe de cross | Ferrare   | 2e    | Cross par équipes       |
| 1999 | Championnats du monde en salle | Maebashi  | 4e    | 3 000 m                 |
| 1999 | Championnats du monde de cross | Belfast   | 2e    | Cross court             |
| 1999 | Championnats du monde de cross | Belfast   | 1re   | Cross court par équipes |
| 1999 | Championnats du monde          | Séville   | 8e    | 5 000 m                 |
| 2000 | Championnats du monde de cross | Vilamoura | 3e    | Cross court par équipes |
| 2001 | Championnats du monde de cross | Ostende   | 3e    | Cross par équipes       |
| 2001 | Championnats du monde          | Edmonton  | 8e    | 10 000 m                |
| 2001 | Championnats d'Europe de cross | Thun      | 1re   | Course individuelle     |
| 2001 | Championnats d'Europe de cross | Thun      | 3e    | Cross par équipes       |
| 2005 | Championnats d'Europe de cross | Tilburg   | 3e    | Cross par équipes       |

### National
- Championnats de France en plein air : vainqueur du 1 500 m en 1999 et 2000, du 10 000 m en 2001
- Championnats de France en salle : vainqueur du 3 000 m en 1999,
- Championnats de France de cross-country : vainqueur en 2000 (cross court)
- Championnats de France de semi-marathon : vainqueur en 2008

## Records
Elle est toujours, début mars 2020, détentrice du record de France en salle du 3 000 m avec le temps de 8 min 41 s 63, établi le 7 mars 1999 lors des mondiaux indoor de Maebashi. Elle a également détenu les record nationaux en plein air du 3 000 m et du 5 000 m (1999).
| Épreuve       | Temps           | Date            | Lieu              |
| ------------- | --------------- | --------------- | ----------------- |
| 3 000 m       | 8 min 38 s 13   | 30 juin 1999    | Oslo              |
| 5 000 m       | 14 min 47 s 79  | 1er août 2000   | Stockholm         |
| 10 000 m      | 32 min 05 s 98  | 17 juin 2001    | Villeneuve-d'Ascq |
| Semi-marathon | 1 h 12 min 07 s | 24 février 2008 | Cannes            |
| Marathon      | 2 h 31 min 56 s | 6 avril 2008    | Paris             |

Depuis Avril 2020, elle est marraine de l'association Autun Running